# Piccola principessa
Piccola principessa (The Little Princess) è un film muto del 1917 diretto da Marshall Neilan.
Viene riportato anche con il titolo A Little Princess.
È la prima delle versioni cinematografiche del romanzo La piccola principessa di Frances Hodgson Burnett (un'altra sarà interpretata da Shirley Temple nel film La piccola principessa del 1939).
Il romanzo era stato portato in scena a Broadway in una versione teatrale firmata dalla stessa scrittrice, debuttando il 14 gennaio 1903.
Secondo le accettate convenzioni teatrali del tempo, i ruoli delle bambine protagoniste furono affidati nel film a giovani attrici (Mary Pickford e ZaSu Pitts), mentre ad attrici bambine come Gertrude Short e Joan Marsh furono riservati i ruoli di supporto. Il successo riscosso in questo film, come già in Una povera bimba molto ricca (1917) e in Rebecca of Sunnybrook Farm (1917), fu tale che nella sua carriera Mary Pickford si specializzò in simili parti, che furono molto amate dal pubblico dei suoi fans e che la videro ancora protagonista in una lunga serie di film, da Papà Gambalunga (1919), Pollyanna (1920), Little Lord Fauntleroy (1921), Little Annie Rooney (1925), fino a Sparrows (1926).

## Trama
La piccola Sara viene mandata in Inghilterra alla scuola di Miss Minchin da suo padre, il capitano Richard Crewe che si trova di stanza in India. Chiamata da tutti la piccola principessa per le ricchezze del padre, la bambina diventa molto popolare nella scuola fino a quando non arriva la notizia della morte del capitano accompagnata da quella della perdita della sua fortuna.
Miss Minchin mette a lavorare la piccola, trattata come una serva. Sara fa amicizia con Becky, un'altra sguattera, cui - per consolarsi - racconta delle fiabe.
John Carrisford, vecchio amico del capitano Crewe, va ad abitare vicino alla scuola e simpatizza con Sara senza sapere chi sia. Insieme a Ram Dass, il suo domestico indiano, organizza per le ragazze una sontuosa festa nella mansarda, festa che viene interrotta dall'arrivo di Miss Minchin. Carrisford scopre che Sara è la figlia del suo amico. Le rivela, allora, che gli ultimi investimenti di Crewe hanno avuto successo e che lei è una ricca ereditiera. La porta via dalla scuola insieme a Becky, deciso a prendersi da quel momento cura di loro.

## Produzione
Mary Pickford produsse il film con la propria compagnia.

## Distribuzione
Il film venne distribuito nelle sale statunitensi l'11 novembre 1917 dalla Artcraft Pictures Corporation. In Italia fu distribuito nel 1920 dalla UCI.
Copie della pellicola vengono conservate negli archivi della Library of Congress e in quelli del Mary Pickford Institute for Film Education.
Nel 2003, la Milestone ha distribuito il film in DVD in una versione di 62 minuti in NTSC, sottotitolata in inglese.